# Ala-Vuotsa
Ala-Vuotsa är en sjö i kommunen Ilomants i landskapet Norra Karelen i Finland. Den är 12,4 meter djup. Arean är 38 hektar och strandlinjen är 4,74 kilometer lång. Sjön  ingår i Vuoksens huvudavrinningsområde.   Den ligger omkring 48 kilometer nordöst om Joensuu och omkring 420 kilometer nordöst om Helsingfors. 
I sjön finns öarna Huovisensaari och Ryynäsensaari. 